# Cultura hidráulica de las Lomas
La cultura hidráulica de las Lomas es una cultura precolombina que se desarrolló básicamente entre los siglos IV a. C. hasta el XIII, en los llanos de Mojos, hoy parte de Bolivia. Esta zona se encuentra principalmente en el departamento del Beni, en la Amazonía boliviana. Sin embargo, otras culturas afines del suroeste amazónico son a grandes rasgos contemporáneas suyas, y se extienden por los estados brasileños de Acre y Rondonia, tanto como en el curso alto del río Xingú (y muy probablemente, por el departamento boliviano de Pando). La amplitud del espacio temporal, así como la diversidad arquitectónica apreciable en la disposición de los yacimientos, hacen natural suponer que en este amplio espacio hayan prosperado y coexistido una diversidad de culturas.

## Ambiente
Las diferentes definiciones del área que comprende los llanos de Moxos, en el norte de Bolivia, generan estimaciones de su tamaño que varían entre 110.000 y 200.000 kilómetros cuadrados. Esta región se caracteriza por un terreno plano, numerosos ríos y lagunas poco profundas, además de un clima tropical con estaciones húmedas y secas bien marcadas. Entre el 50% y el 60% del territorio se inunda entre cuatro y diez meses al año. Los Llanos se encuentran principalmente en la cuenca hidrográfica del río Mamoré.
Históricamente, arqueólogos y geógrafos sostenían que las grandes y complejas sociedades precolombinas no podían desarrollarse y prosperar en los bosques de tierras bajas de la cuenca amazónica debido a la pobreza de los suelos para la agricultura, la deficiencia de proteínas entre los habitantes, la falta de animales domesticados y la tecnología limitada. Sin embargo, en 2008, esta visión fue desafiada tras la investigación de ruinas en los llanos de Moxos. Datos más recientes obtenidos mediante tecnología LiDAR han permitido realizar evaluaciones en un tiempo considerablemente menor que el que habría requerido la arqueología tradicional para demostrar la inexactitud de esta idea errónea. Los datos LiDAR revelan construcciones realizadas por los habitantes que superaron las deficiencias naturales de la región.
En general, la fertilidad del suelo en los llanos de Moxos disminuye de sur a norte. Los suelos de la zona más meridional se benefician de los depósitos de sedimentos transportados por los ríos que descienden desde los Andes cercanos. La cantidad de estos sedimentos disminuye hacia el norte, donde predominan los típicos suelos lateríticos infértiles de la Amazonía. Asociados a los asentamientos prehistóricos se encuentran suelos oscuros amazónicos, conocidos como terra mulata o terra preta. Estos suelos altamente productivos son el resultado de la ocupación humana y de esfuerzos por mejorar su fertilidad. Los habitantes de las llanuras de Moxos domesticaron su entorno practicando la agricultura en camellones elevados e incrementando la fertilidad del suelo mediante la adición de materia orgánica.

## Culturas de la sabana inundable
Estas culturas se caracterizan por la construcción de asentamientos en islas circulares y lomas artificiales creadas en gran parte a través de la acumulación de los desechos, principalmente cerámicos, y con la función prioritaria de poner las viviendas a salvo de las inundaciones anuales que son propias de estas sabanas (salvo en algunas elevaciones naturales en la zona oeste). Muchas de estas lomas están conectadas espacialmente con otras construcciones importantes hechas de tierra, tales como camellones, terraplentes, canales y lagunas artificiales, además de algunos caminos rectos y elevados de pocos kilómetros de longitud (unos 7 a lo sumo), cuya función pudo ser básicamente simbólica. Además de la habitación humana, los camellones elevados permitieron desarrollar una agricultura capaz de sobrevivir la época de lluvias; al mismo tiempo, los canales presentes en una amplia zona (500 km²) están dispuestos en zigzag cada 10 a 30 m, y con cortes en forma de embudo en las esquinas, por lo que es claro que sistemáticamente se emplearon para instalar corrales de pesca. Al mismo tiempo, algunas pozas profundas pudieron utilizarse para desarrollar una acuacultura permanente, más allá de la estación lluviosa.
Lo anterior hace que para los investigadores actuales, en esta región la población sedentaria pudo exceder con mucho el límite demográfico máximo que hasta hace poco se estimaba para ella en tiempos precolombinos. Estas poblaciones, no obstante, a partir de la conquista europea fueron diezmadas, principalmente por el embate de epidemias contra las cuales carecían de defensas biológicas.
Según una estimación, en la región como un todo podría haber en total alrededor de 20 000 lomas artificiales de una extensión promedio de 20 hectáreas cada una, lo que supone una superficie total de 400 000 hectáreas, que en parte están unidas entre sí por grandes terraplenes de entre 15 y 30 km de longitud, sobre los que se podía caminar y a cuyos lados hay canales en los que podían navegar canoas transportando materiales.

Si multiplicamos 20 hectáreas por las 20.000 lomas, tenemos 400.000 hectáreas de tierras cultivadas en las tierras bajas y es lógico decir que Beni, en esos tiempos, era una cultura hidráulica, una de las más importantes del mundo. Egipto se basa en un solo río, el Nilo y sus inundaciones y aquí estamos hablando de muchos ríos.
Oswaldo Rivera

## Geoglifos y diversidad cultural
En el siglo XIII se edificaron en esta región numerosas plataformas con formas geométricas regulares tales como rectángulos intercalados, rombos, hexágonos y círculos, también figuras antropomorfas y zoomorfas gigantescas por lo que los investigadores las consideran geoglifos dotados de función simbólica, equiparables y hasta superables de algún modo a las célebres figuras de Nazca, en Perú. Se han identificado unas 150 de estas construcciones.
Para ilustrar la diversidad cultural, en la zona del alto Xingú los arqueólogos detectan un patrón urbanístico peculiar, no concentrado sino distribuido. Aquí, un centro principal de población está cruzado en las direcciones cardinales por caminos elevados que en la dirección norte-sur, llevan a centros secundarios distantes 3 o 4 km, y en la dirección este-oeste, a otros aún otros menores y algo más distantes. Al mismo tiempo, unas edificaciones que se interpretan como vivienda del Jefe principal y el Subjefe de la comunidad, se encuentran en extremos opuestos del poblado.

### Cultura de Casarabe
Al oriente de la ciudad de Trinidad y centrada en el poblado de Casarabe se encuentra la región más fértil y menos anegada de los llanos. Contiene una gran cantidad de montículos monumentales y campos agrícolas asociados y movimientos de tierra integrados. Esta región probablemente acogió las sociedades más complejas de los llanos de Moxos prehispánicos.
Un equipo de investigadores dirigido por el Instituto Arqueológico Alemán ha descubierto entre la densa vegetación de la Amazonía boliviana restos arqueológicos de urbanismo prehispánico. A partir del método aerotransportado LIDAR se obtuvo un mapa en 3D del terreno que reveló la presencia de dos sitios notablemente grandes de 147 y 315 hectáreas dentro de un denso sistema de asentamiento de cuatro niveles, que van desde caseríos hasta los grandes centros. Todos los asentamientos están en un paisaje diseñado por humanos con un sistema masivo de control de agua para maximizar los excedentes de alimentos. Este sistema almacenaba y desviaba agua, según la temporada y las necesidades de los agricultores y los embalses podrían haber servido para la piscicultura. Su arquitectura incluye plataformas escalonadas, sobre la que se hallan estructuras en forma de 'U', montículos de plataformas rectangulares y pirámides cónicas que alcanzan los 22 metros de altura. La cultura de Casarabe, hasta donde se conoce hoy en día, se extendía por un área de unos 4.500 kilómetros cuadrados, con uno de sus grandes asentamientos ocupando una zona de alrededor de 500 kilómetros cuadrados.

## La Amazonia, centro de domesticación agrícola

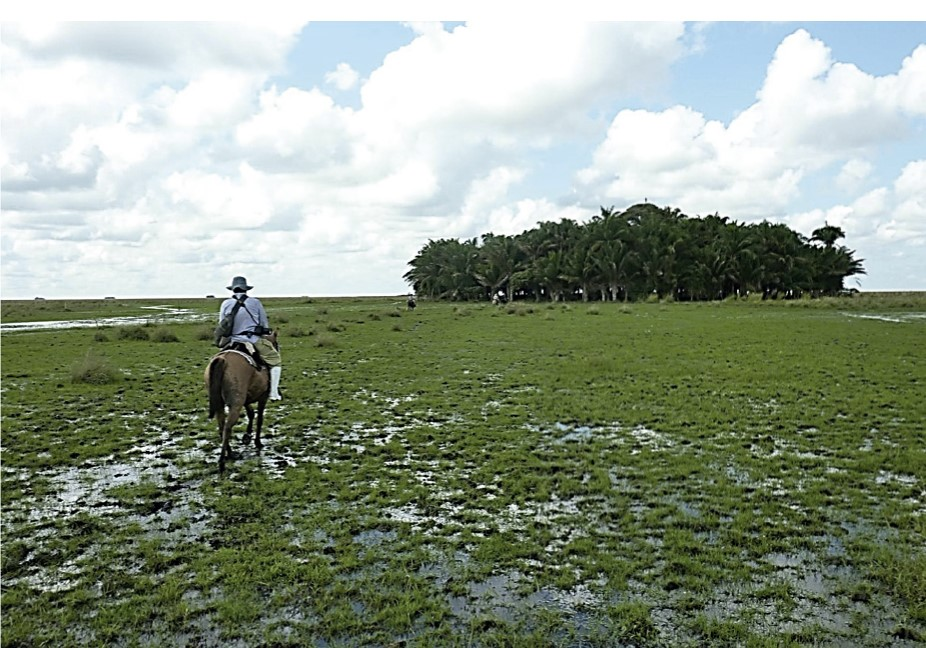
Isla construida en los Llanos de los Mojos

De hecho, hoy se considera ampliamente que el suroeste amazónico es el punto original de domesticación de varios cultivos importantes, tales como el cacahuate o maní, la yuca o mandioca, el árbol del caucho (domesticación parcial), así como algunas variedades de chile o ají, ciertas palmas de frutos comestibles y posiblemente también, el cacao. Utilizaban el tarope como fertilizante para los cultivos.

## Antecedentes
Se estima que los primeros camellones elevados del sudoeste amazónico aparecieron en Mojos hacia el año 1000 a. C. Sin embargo, gracias al reciente hallazgo de tres conchales que son vestigios de la ocupación original de esta zona, se sabe que ciertos grupos humanos se asentaron en la región ya en el 8000 a. C.

## Primer registro bibliográfico conocido
Uno de los primeros en describir las construcciones amazónicas fue el jesuita Francisco Javier Eder, misionero que en 1772, escribió la Breve descripción de las reducciones de la Compañía de Jesus de la provincia del Perú conocida como de Mojos, donde menciona a las «antiguas construcciones» que parecen ser justamente las lomas, canales y terraplenes hoy investigadas por los arqueólogos.[cita requerida]
Hacia el año 1964 el geógrafo William Denevan se interesó por las curiosas siluetas de las lomas que (en ocasiones, gracias a la deforestación parcial) se podían observar desde aviones o en fotografías aéreas, por lo que fue a indagar su significado.[cita requerida]
En los años 1960 y 1990, Kenneth Lee describió y estudió en profundidad a estas construcciones, realizando comparaciones con obras similares en todo Sudamérica.[cita requerida]